# Tejüveg

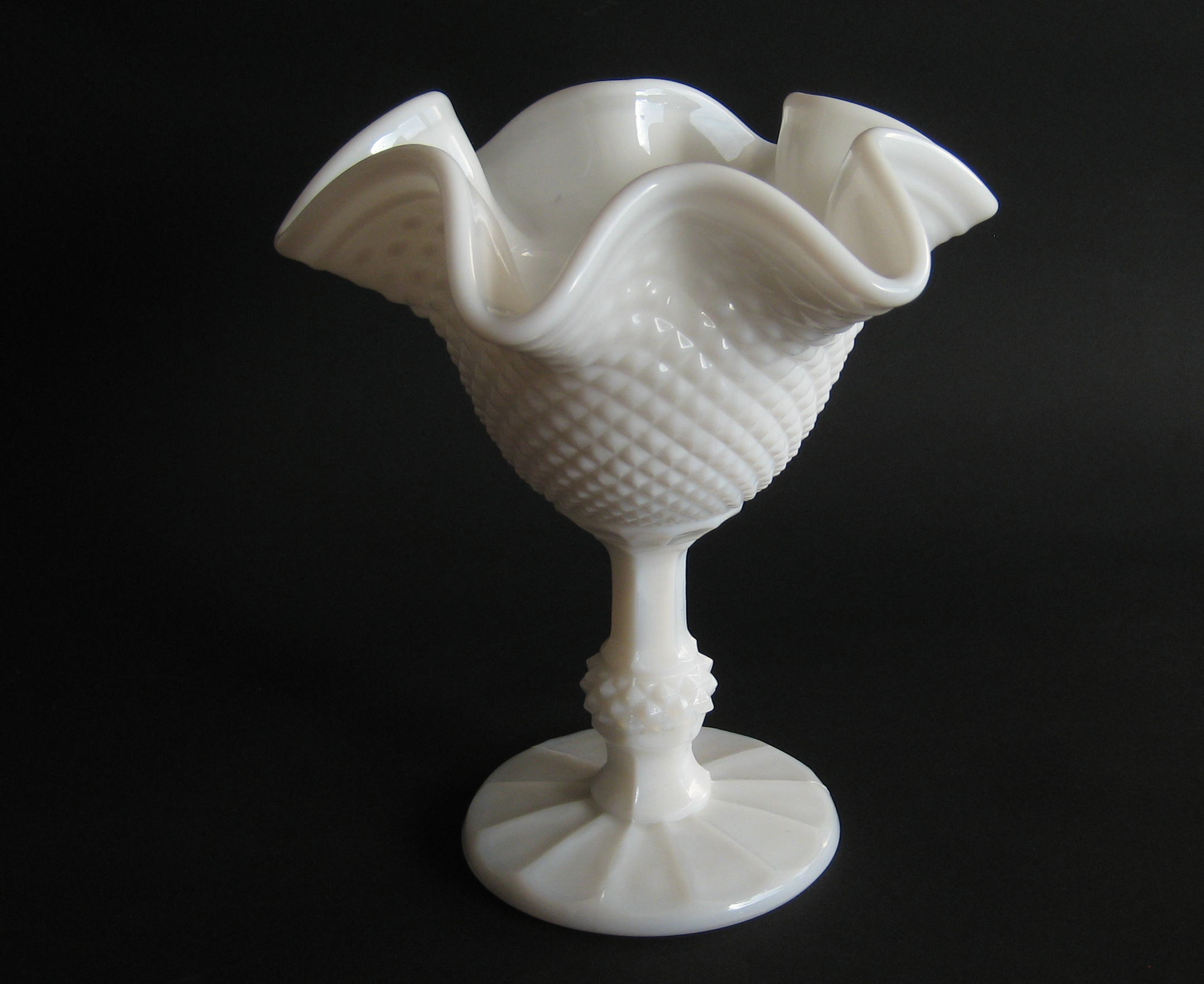
Dekoratív talpas tál tejüvegből

A tejüveg (olaszul latticinio)  átlátszatlan vagy áttetsző, ón-oxid adagolásával előállított fehér üveg, amelynek csillogása a porcelánéra emlékeztet.

## Története
Velencei üvegművészek (Murano) már a 15. században készítették. Igazán népszerűvé a 18. században vált, mivel a porcelánnál olcsóbb volt.

## Felhasználása
Főleg dekoratív célú üvegtermékek alapanyaga. A fonalas üvegek mintaalkotó pálcikáinak is ez az alapanyaga.